# Großsteingräber bei Hohen Niendorf
Die Großsteingräber bei Hohen Niendorf waren drei megalithische Grabanlagen der jungsteinzeitlichen Trichterbecherkultur bei Hohen Niendorf, einem Ortsteil von Bastorf im Landkreis Rostock (Mecklenburg-Vorpommern). Heute existieren nur noch zwei Anlagen. Grab 2 trägt die Sprockhoff-Nummer 339. Grab 1 wurde im 19. Jahrhundert zerstört.

## Lage
Grab 2 befindet sich im Jagdschloss-Park, nur wenige Meter westlich des Schlosses und ist über einen Weg erreichbar. Grab 3 befindet sich ebenfalls im Park, seine genaue Lage ist nicht angegeben. Auch der ursprüngliche Standort des zerstörten Grab 1 ist nicht überliefert. 3,2 km westlich von Grab 2 befinden sich die Großsteingräber von Mechelsdorf.

## Beschreibung

### Grab 1
Über Grab 1 ist lediglich bekannt, dass es sich um einen Urdolmen gehandelt hat.

### Grab 2
Grab 2 besitzt eine nord-südlich orientierte, ursprünglich von einem Rollsteinhügel ummantelte Grabkammer, bei der es sich um einen Großdolmen handelt. Die Kammer besaß ursprünglich vier Wandsteinpaare an den Langseiten. An der Ostseite sind noch alle vier Wandsteine erhalten, drei davon in situ; der zweite Stein von Süden ist nach innen geneigt. An der westlichen Langseite ist nur der südliche Stein erkennbar, die anderen stecken möglicherweise in der Erde. Die beiden Abschlusssteine an den Schmalseiten fehlen. Die ursprünglich drei Decksteine sind alle noch vorhanden, liegen aber nicht mehr auf den Wandsteinen auf. Der mittlere Deckstein ist in zwei Teile zerbrochen. Die Kammer hat eine Länge von 5 m und eine Breite von 1,8 m.

### Grab 3

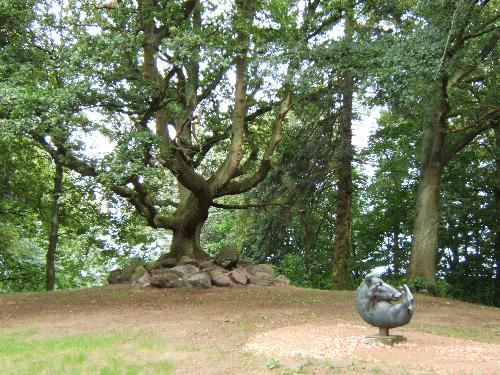
Steinhaufen um einen Baum im Schlosspark – evtl. fälschlich als zweites Grab interpretiert?

Adolf Hollnagel gibt mit Berufung auf Friedrich Schlie noch einen zweiten Großdolmen im Schlosspark an. Möglicherweise handelt es sich nur um eine Fehlinterpretation eines um einen Baum drapierten Steinhaufens.